# Gerry Armstrong
Gerard Joseph Armstrong, dit Gerry Armstrong, né le 23 mai 1954 à Belfast, est un ancien footballeur nord-irlandais, qui jouait au poste d'attaquant.
Il compte 63 sélections et 12 buts en équipe d'Irlande du Nord, avec qui il a disputé la coupe du monde 1982. À cette occasion, il a marqué le but de la victoire contre l'Espagne (1-0), une des plus grosses surprises de la compétition.
Il a joué à Tottenham Hotspur FC et Watford FC avant de tenter sa chance en Espagne, à Majorque.

## Carrière
- 1976-1980 : Tottenham Hotspur ( Angleterre)
- 1980-1983 : Watford FC	( Angleterre)
- 1983-1985 : RCD Majorque ( Espagne)
- 1985-1986 : West Bromwich Albion ( Angleterre)
- 1986 : Chesterfield FC ( Angleterre)
- 1986-1987 : Brighton and Hove Albion ( Angleterre)
  - 1987 : Millwall FC ( Angleterre) (prêt)
- 1987-1989 : Brighton and Hove Albion ( Angleterre)